# Gigor Attila
Gigor Attila (születési neve: Galambos Attila, Budapest, 1978. február 13. –) magyar filmrendező, forgatókönyvíró, színész.

## Színház
- Budoár (egy női ruha látomásai) szöveg
- Kék szív (A szív csücske; Kék bögre) rendező
- Purimspiel

## Filmjei

### Játékfilmek
- Kút (2016) rendező
- A nyomozó (2008) rendező, forgatókönyvíró

### Rövidfilmek
- Bosszú rendező
- Kurátorok rendező
- Rossz helyen szálltunk le (2005) rendező
- Ember a tükörben (2004) rendező, forgatókönyvíró
- Ingerdiktor rendező

### Sorozatok
- Terápia (2012–14, 31 rész) rendező

### Egyéb
- Citromfej (2000) színész

## Díjak, jelölések
- A nyomozó
  - 39. Magyar Filmszemle (2008) - Legjobb forgatókönyv
  - 39. Magyar Filmszemle (2008) - Zöld Holló-díj
  - 39. Magyar Filmszemle (2008) - Moziverzum-díj